# Испанская альтернатива
«Испанская альтернатива» (исп. Alternativa Española, AES) — ультраконсервативная национал-католическая политическая партия Испании. Считалась организационным продолжением неофашистской «Новой силы» Бласа Пиньяра (почётного председателя AES), но прошла заметную идейно-политическую эволюцию. Выступает в защиту «жизни, семьи, христианских корней и единства Испании». Требует запрета абортов и упразднения автономных сообществ Испании. Негативно настроена к евроинтеграции.

## Эстафета ультраправых
«Испанская альтернатива» (AES) была учреждена 21 апреля 2003 года под руководством адвоката Рафаэля Лопеса-Диегеса, члена семьи радикального франкистского идеолога и политика Бласа Пиньяра. Кадровую основу AES составили соратники Пиньяра по неофашистской «Новой силе» и ультраправому Национальному фронту. В качестве потенциального электората рассматривались избиратели крайне правых взглядов, разочарованные «умеренностью» и политкорректностью Народной партии, отходом испанских консерваторов от заветов каудильо Франко.

AES возникла из-за предательства, которое совершила Народная партия в отношении католиков и всего испанского народа.

Рафаэль Лопес-Диегес

Почётным председателем партии стал Блас Пиньяр. Это символизировало преемственного ультраправого курса.

## «Дефалангизация» проекта
В то же время реалии 2000-х годов заставили во многом отступить от неофашизма и ортодоксального франкизма «Новой силы» (не говоря о том, что силовые методы политической борьбы теперь полностью исключались). В идеологии AES была приглушена ностальгия по франкистским временам, практически отсутствовали фалангистские аллюзии и соответствующая идеология. Рафаэль Лопес-Диегес подчёркивал, что AES является не наследником «Новой силы», а новым социал-христианским проектом.
В партийной программе акцентированы прежде всего традиционные моральные принципы католицизма и испанский национализм. Партия объявила своей задачей защиту жизни (запрет абортов), семьи (традиционные ценности), христианских корней (католические традиции) и единства Испании (унитаризм, подавление сепаратизма, упразднение автономий). В социально-экономической сфере говорится прежде всего о борьбе с безработицей, развитии социального обеспечения, поощрении многодетных семей.

## Электоральные попытки
Первая публичная акция партии состоялась 23 октября 2004 года. 18 сентября 2008 года штаб-квартира AES открылась в Мадриде.
Наибольшую активность «Испанская альтернатива» проявляла в Мадриде, Валенсии, Аликанте, Севилье, Мурсии, Кантабрии, Санта-Крус-де-Тенерифе. Но даже в этих регионах электоральная поддержка AES оставалась минимальной. Результаты на выборах не превышали нескольких тысяч голосов.
Партия приняла участие в ряде избирательных кампаний. В 2006 году на выборах парламента Каталонии AES получила 0,09 %. На общеиспанских муниципальных выборах 2007 года — 0,03 %. В 2008 году партия на парламентских выборах — 0,03 % голосов в конгресс и 0,08 % в сенат. На муниципальных выборах 2011 года — 0,03 %. В парламентских выборах 2011 года AES не участвовала.
В 2009 году «Испанская альтернатива» выдвигала своих кандидатов в Европарламент. Изначально радикальный евроскептицизм AES смеился более умеренным подходом — евроинтеграция при гарантии национальных суверенитетов. В первые годы существования AES блокировалась с такими структурами, как Австрийская партия свободы, «Социальная альтернатива» Алессандры Муссолини, французский Национальный фронт, румынские и болгарские праворадикалы. В 2009 была сделана попытка вступить в альянс с британскими консерваторами (что стало бы доказательством респектабельного характера испанской партии). В поддержку сотрудничества с AES высказался — с оговорками — влиятельный консервативный политик Великобритании Дэниэль Ханнан.

«Испанская альтернатива» — антикоррупционная евроскептическая партия… Единственная, выступавшая за «нет» Европейской конституции… Я во всём не согласен с AES: я либертарианец, они — католики и традиционалисты. Но в Европарламенте её представители поднимали бы те же вопросы, что британцы вместе со мной.

Дэниэль Ханнан

Однако план альянса не получил серьёзного развития. На евровыборах-2009 AES собрала лишь 0,12 % голосов.

## Дело «аборт-магната»
Важным эпизодом партийной деятельности явилось участие в скандале вокруг нелегального центра абортов в Барселоне. Центр тайно функционировал в одной из клиник и принадлежал перуанскому врачу-миллионеру Карлосу Морину.
В октябре 2004 года появилось расследование британской газеты Daily Telegraph о семимесячной деятельности по незаконным абортам в барселонской клинике. Судебное дело было возбуждено в ноябре 2006 года. Партия «Испанская альтернатива» вместе с католическими организациями участвовали в процессе в качестве общественных обвинителей. Однако в январе 2013 года суд вынес оправдательный приговор. Центр Томаса Мора — союзная AES структура — подал апелляцию. Верховный суд отменил оправдательный вердикт и назначил новое разбирательство.

## Влияние исторической специфики
«Испанская альтернатива» — ещё одно подтверждение особенности политического процесса в иберийских странах. В отличие от Франции, Италии, Нидерландов, Австрии, Польши, Венгрии, в Испании и Португалии крайне правые силы не пользуются сколько-нибудь заметным электоральным влиянием. Память об исторически не столь давнем опыте диктаторских режимов блокирует развитие таких политических проектов.
Политическая маргинальность AES очевидна для её руководства:

Партия не растёт. Мы не в состоянии привлечь больше 15000 голосов. Коалиция гарантирует ещё несколько сотен. Партийных активистов около 100, в основном пожилые люди.

Рафаэль Лопес-Диегес

Правый фланг в Испании и Португалии занят консерваторами и праволибералами. Аналогам партии Жан-Мари Ле Пена (не говоря о более радикальных) не находится места в электорально-политических раскладах.